# Estación de Cañada del Hoyo
Cañada del Hoyo es un apeadero ferroviario clausurado situado en el municipio español homónimo en la provincia de Cuenca, comunidad autónoma de Castilla-La Mancha. Disponía de servicios de media distancia operados por Renfe, hasta el 8 de enero de 2021.

## Situación ferroviaria
La estación se encuentra en el punto kilométrico 179,6 de la línea férrea 310 de la red ferroviaria española que une Aranjuez con Valencia, entre las estaciones de Los Palancares y de Carboneras de Guadazaón, a 1006 metros de altitud.
El tramo es de vía única y está sin electrificar.

## Historia
La estación fue abierta al tráfico ferroviario el 25 de octubre de 1938, en plena Guerra Civil, al haberse culminados los trabajos iniciados por la compañía ferroviaria MZA en el subtramo de 44 982 km entre las estaciones de Cuenca y Arguisuelas, faltando aún en 1938 por abrir al tráfico ferroviario el tramo entre las estaciones de Arguisuelas y Camporrobles, de 47,066 km para completar la unión de Cuenca con Utiel. La estación fue inaugurada oficialmente el 25 de noviembre de 1947 por el general Franco, ya bajo el mando de RENFE creada en 1941 con la nacionalización del ferrocarril en España.
Sin embargo poco tenía que ver la nueva compañía estatal en una línea que se había gestado mucho antes y que la difícil orografía y la Guerra Civil se encargaron de retrasar. La infraestructura se enmarcó dentro de la línea Cuenca-Utiel que buscaba unir el trazado Madrid-Aranjuez-Cuenca con el Utiel-Valencia para crear lo que su época se conoció como el ferrocarril directo de Madrid a Valencia. Inicialmente adjudicada a la Constructora Bernal, las obras fueron finalmente iniciadas en 1926 por la empresa Cesaraugusta S.A. quien compró los derechos a la anterior. La Guerra Civil marcó la rescisión del contrato en 1936 y la apertura parcial de algunos tramos más con fines militares que civiles. Concluido el conflicto una nueva constructora llamada ABC remataría la obra incluyendo algunos viaductos especialmente complejos hasta la inauguración total en 1947.
Desde el 31 de diciembre de 2004 Renfe Operadora explota la línea mientras que Adif es la titular de las instalaciones ferroviarias.
En 2018 se anunció que la estación sería una residencia de artistas.
Desde el 4 de marzo de 2023 se encuentra clausurada y dada de baja como dependencia de la línea.

## La estación
Para llegar a la estación desde Cuenca es necesario superar tres viaductos entre los que se encuentra el de Royo de 242 metros de longitud y varios túneles entre los que destaca el de Palancares de 2302 metros de longitud, siendo el túnel más largo de la línea.
Desde Cañada del Hoyo hasta la estación hay unos 2,3 km, por un desvío señalizado de la carretera CUV-9142. 